# Saturno (mitología)

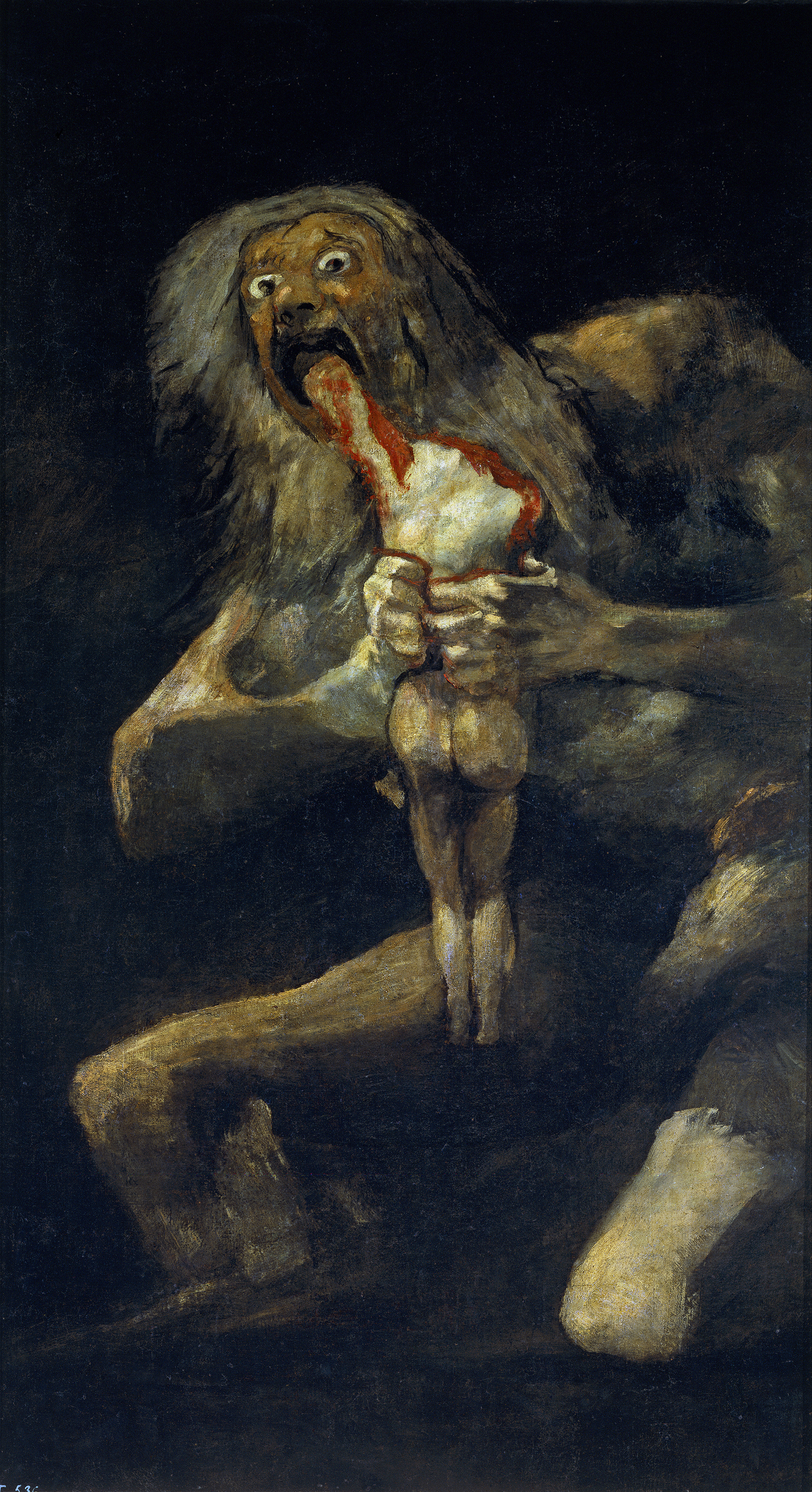
Saturno devorando a su hijo (1819-1823), por Goya.

Saturno (Saturnus en latín, Saturno en italiano, Σατούρνους en griego) es un dios de la agricultura, las estaciones y el tiempo  de la mitología romana. Fue identificado en la Antigüedad con el titán griego Cronos, entremezclándose con frecuencia los mitos de ambos. Aunque Saturno cambió enormemente con el tiempo debido a la influencia de la mitología griega, era también una de las pocas deidades claramente romanas que retuvieron elementos de su función original.
Las estatuas de Saturno tenían una guadaña o una hoz, símbolos de la cosecha. A este dios se atribuyen los injertos de renuevos, la crianza de árboles frutales y variopintos métodos para cultivar cualquier cosa fértil. Además, los cirenenses, cuando le rinden culto, se coronan con higos frescos y se envían pasteles porque consideran a Saturno el descubridor de la miel y de los frutos. Asimismo, los romanos le llaman Estercóleo (Sterculius), porque fue el primero que fertilizó los campos con estiércol (stercus). Dicen que los tiempos de su reinado fueron muy felices, no sólo por la abundancia, sino sobre todo porque no había aún diferencia entre esclavos y hombres libres, cosa que se puede deducir del hecho de que, durante las Saturnales, se permite a los esclavos total libertad.
Satre fue un dios etrusco que aparece nombrado en el Hígado de Piacenza, una figura de bronce utilizada por los arúspices que contiene unos cuarenta nombres de divinidades en etrusco; quizá de ahí proviene su denominación, aunque podría ser, inversamente, una mera traducción desde el latín.  Según Aulo Gelio en las antiguas preces a Saturno este estaba asociado al numen Lua.

## Mito

### Familia
Higino dice que Saturno y otros titanes nacieron de la unión entre Éter y Tierra.  Otros dicen que Saturno, Ops y Jano nacieron de Cielo (Caelus) y Trivia.  O bien Saturno, Forcis y Rea son hijos del Cielo.  Y otros más que Saturno nació de Cielo (Coelus) y Polo (Pollus).  Según Higino, Saturno y Ops fueron los padres de Vesta, Ceres, Juno, Júpiter, Plutón y Neptuno.  O bien sus hijos fueron Júpiter, Plutón, Neptuno, Juno, Glauca y un hijo primogénito innominado.  Saturno con Fílira fue padre de Quirón y Dólope.  También fue padre de Pico  y Veritas,  aunque se desconoce el nombre de la madre. Según la tradición romana Saturno fue padre de Pico, abuelo de Fauno y bisabuelo de Latino, personajes muy importantes en la mitología romana.  Saturno estaba enfadado con su padre Cielo (Caelus) y le cortó su miembro viril con una hoz. Venus había nacido de la sangre de su herida en contacto con la espuma del mar.  O pudiera ser que Saturno y Titán eran hijos de Cielo y Vesta.

### Macrobio
Macrobio, hablando del origen de las Saturnales, dice que Italia fue gobernada por primera vez por Jano, que había llegado por primera vez al Lacio. Jano como hubiera acogido en hospitalidad a Saturno, llegado por mar, y, habiendo aprendido de él la técnica de la agricultura, hubiera mejorado aquella forma de vida que antes de conocer las cosechas era agreste y ruda, le recompensó asociándole al trono. Es más, como quiera que fuera el primero en acuñar moneda, también en esto observó deferencia hacia Saturno. Para la posteridad se decretó que diciembre esté consagrado a Saturno y enero a Jano. Entretanto, Saturno desapareció de repente, y Jano planeó acrecentar los honores de aquel dios. Se dio el nombre de Saturnia a toda la tierra que obedece a su dominio y luego le consagraron unas fiestas, que llamó Saturnales.

### Virgilio
Primero fue Saturno el que llegó desde el celeste Olimpo huyendo de las armas de Júpiter, desterrado del reino que perdiera. Él fue quien reunió a aquella raza indómita dispersa por las cimas de los montes y la sometió a leyes y el quiso que se llamara Lacio, ya que vivió seguro, oculto de la vista en sus riberas. Floreció en su reinado la edad de oro, que así se la llamó. En tan plácida paz gobernaba a sus pueblos, hasta que poco a poco, desluciendo su brillo, surgió un tiempo peor y sobrevino el frenesí guerrero y el afán de poseer. Entonces arribó la hueste ausonia y los pueblos sicanios. La tierra de Saturno fue cambiando de nombre con frecuencia. Fueron llegando reyes y llegó el fiero Tibris, de enorme corpulencia, por quien después llamamos Tíber en Italia al río, que ha perdido su verdadero nombre, el de antes, Álbula.

### Mitógrafos Vaticanos
Saturno, hijo de Polo (Caelus), era el esposo de Ops. Se trata de un dios anciano con la cabeza cabeza cubierta, portando una guadaña, se dice que reinó así y que subyugó a muchos reinos. Por esta razón, y dado que tenía gran poder, se le consideraba el dios supremo. Tuvo tres hijos de Rea: Júpiter, Neptuno y Plutón. Uno de ellos, Júpiter, cortó los testículos padre y los arrojó al mar. De su espuma nació Venus, la diosa del deseo sensual. Después, estos hermanos se repartieron el mundo entero por sorteo entre ellos: Júpiter tomó posesión del cielo, Neptuno el mar y Plutón el inframundo. Hay indicios de que los hermanos individuales tienen poder en el reino: Júpiter tiene un rayo, Neptuno un tridente y Plutón un sabueso de tres cabezas.  Saturno supo por una profecía de Temis que podría ser expulsado de su reino por su propio hijo, así que solía devorar a sus hijos.  Cuando Saturno salía cierto día para ejercitar su cuerpo, el joven Júpiter le cortó los testículos con un cuchillo que había traído. Pronto Júpiter expulsó a su padre de su reino. Saturno, después de perder la posesión del cielo anduvo vagando errante por la tierra en compañía de Juno. Para que su hija no se fatigara por el viaje la dejó en compañía de unas ninfas africanas para que estas criaran a su hija.
Saturno es descrito como un anciano, con su cabeza cubierta y una guadaña en la mano. Es representado con la cabeza tapada, como si se estuviera ‘ocultando’ (latens). Algunos autores quieren denominarlo Saturno, por saturando (saturado), porque condujo hacia sí mismo a los hombres a través de la distribución del grano. Otros más refieren que Saturno está ‘saturado de años’ (annis saturetur). Es imaginado como un ser viejo por la lentitud al moverse, o por estar muy lejos del Sol, o porque es un dios de la lluvia, y los ancianos siempre tienen frío, como la lluvia. Lleva una guadaña porque es un dios de las estaciones y estas llevan la guadaña a los campos, o bien porque la sabiduría le hace ser agudo como este instrumento. Otros dicen que Saturno es inofensivo cuando avanza pero peligroso al retroceder y además su guadaña siega los campos o las vidas: por eso se dice que Saturno devoró a sus hijos. Saturno es el dios de la estaciones y por eso es el tiempo que todo lo devora. Tuvo cuatro hijos que son los cuatro elementos: Júpiter (fuego), Juno (aire), Neptuno (agua) y Plutón (tierra).

### Lactancio
Saturno se casó con Ope. Titán, que era el hermano mayor, reivindicó para sí el reino. Entonces Vesta, madre de ellos, y sus hermanas Ceres y Ope convencieron a Saturno para que no cediera a su hermano en asuntos del reino. Titán, que era más feo que Saturno, al ver que su madre y hermanas apoyaban a éste en la consecución del reino, consintió que este fuera el rey; como consecuencia, hizo un pacto con Saturno en el sentido de que, si le nacía a este un hijo varón, no le criaría. Esto lo hizo para que el reino volviera a sus hijos. De esta forma, mataron al primer hijo que nació de Saturno; luego nacieron dos gemelos: Júpiter y Juno; llevaron a la presencia de Saturno a Juno y escondieron y entregaron a Vesta, para que lo educase, a Júpiter, ocultándoselo a Saturno. Igualmente, Ope dio a luz a Neptuno a espaldas de Saturno y lo escondió. De igual forma da a luz en un tercer parto a los gemelos Plutón y Glauca. Entonces mostraron a Saturno a su hija Glauca, pero ocultaron y escondieron a su hijo Plutón. Después, Glauca, todavía pequeña, murió. Titán, habiéndose enterado de que Saturno y Ope habían engendrado hijos varones, encarceló a ambos y los sometió a vigilancia. Júpiter cuando se hizo adulto liberó a sus padres.

### Higino
Después de que Ops hubo engendrado por obra de Saturno a Júpiter, Juno le preguntó si se lo entregaba, puesto que Saturno había arrojado a Orco al Tártaro, y a Neptuno al mar, ya que sabía que uno de sus hijos podría robarle el poder. Cuando Saturno le preguntó a Ops por el recién nacido, para devorarlo, Ops le mostró en su lugar una piedra envuelta en paños como si se tratase de un bebé, entonces Saturno la devoró. Cuando se dio cuenta de lo que había hecho, comenzó a dar caza a Júpiter a través de la tierra.  Otros más dicen que en el momento en que Ops llevó a Saturno una piedra, fingiendo que era el Júpiter niño, Saturno le ordenó a Ops que le ofreciera leche al supuesto niño. Cuando Ops apretó su pecho contra piedra, la leche que se derramó formó el círculo de estrellas (Vía Láctea).
Saturno había sido expulsado de su reino por Júpiter; encolerizado, incitó a las armas a los poderosos Titanes.  Otros dicen que después de que Juno vio que Épafo, el hijo de una concubina, tenía un poder tan grande, se ocupó de que muriese en una cacería, y exhortó a los Titanes para que destronaran a Júpiter y devolvieran el poder a Saturno.  Saturno también medió en una disputa entre Júpiter, Tellus y Cura porque los tres decían ser los creadores del hombre.

## Culto

### Las Saturnales

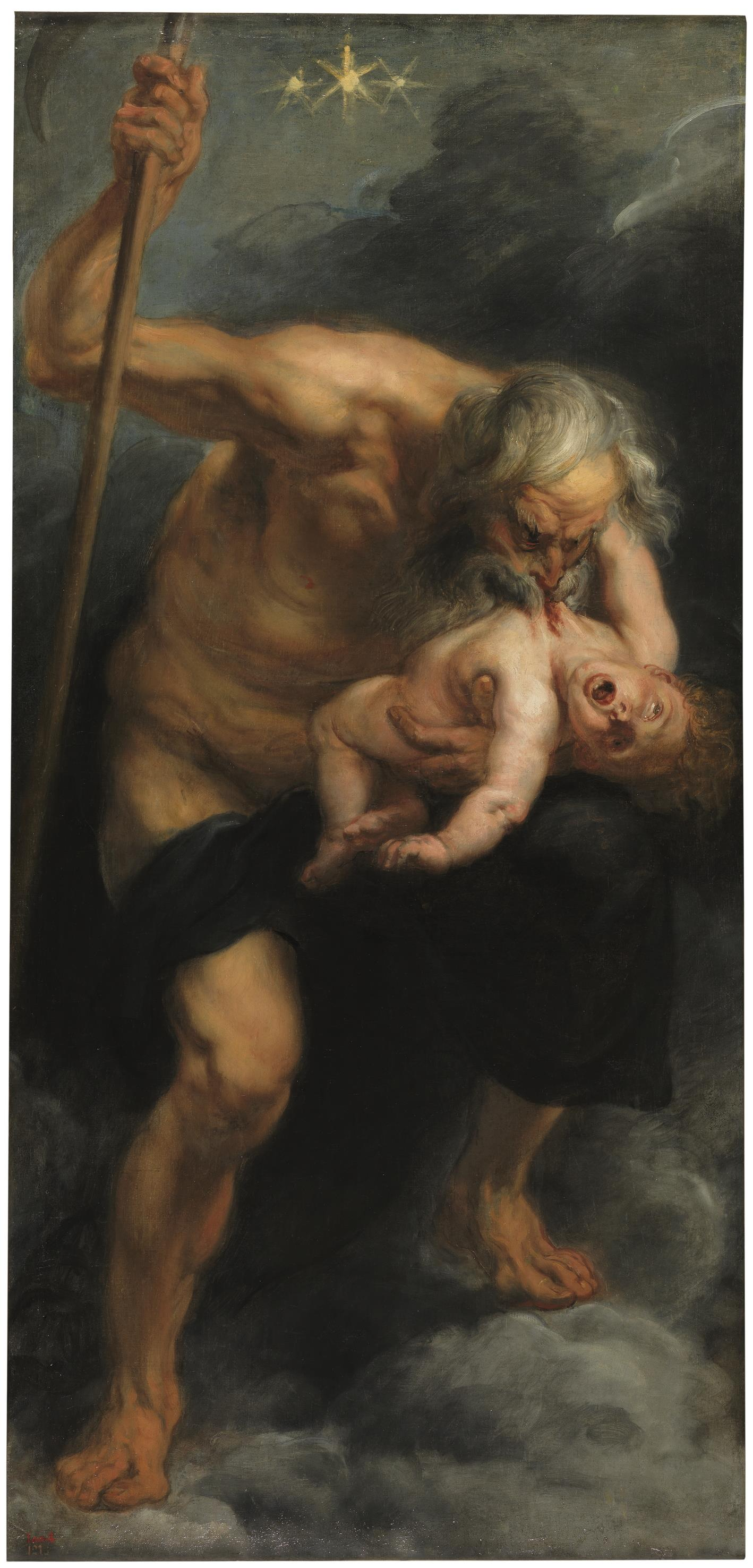
Saturno devorando a su hijo, de Peter Paul Rubens (1636)

Las Saturnales eran un festival en honor a Saturno que se celebraba del 17 al 24 de diciembre (antecedente de los actuales carnavales). Fue creado por Jano, el dios de dos cabezas, que había recogido a Saturno cuando fue derrocado por su hijo Júpiter, con el objeto de conmemorar el reinado de Saturno, que fue la Edad de Oro.
Estas fiestas, cuya institución se remontaba a mucho tiempo antes de la fundación de Roma, consistían principalmente en representar la igualdad que reinaba originalmente entre los hombres. Comenzaban el 24 de diciembre de cada año. Originalmente sólo duraban un día, pero el emperador Augusto pidió que se celebraran durante tres días, a los cuales más tarde Calígula añadió un cuarto. Durante estas fiestas, se suspendía el poder de los amos sobre sus esclavos, y estos tenían derecho a hablar y actuar con total libertad. No se respiraba más que placer y alegría: los tribunales y las escuelas cerraban, no estaba permitida la guerra ni la ejecución de criminales, ni ejercer otro arte más que el de la cocina, se enviaban regalos y se daban suntuosas comidas. Además, todos los habitantes de la ciudad dejaban de trabajar: la población acudía en masa al monte Aventino, para disfrutar del aire campestre. Los esclavos podían criticar los defectos de sus amos, jugar contra ellos y estos les servían en la mesa, sin importar los platos que se rompieran.

### Rituales
Los cartagineses ofrecían a Saturno el Africano (véase Ba'al Hammon) los sacrificios humanos, concretamente niños recién nacidos. Estos sacrificios, según la tradición patrística, eran acompañados por flautas y tambores, haciendo tal ruido que los gritos del niño sacrificado no podían oírse (véase Molk).

### Templos
En Roma, Saturno tenía un templo en el extremo occidental del Foro Romano, donde se guardaba el tesoro público, debido a que en la época de Saturno (es decir, la edad de oro) no se cometían robos, y también se depositaban numerosas leyes. Su estatua estaba sujeta con cadenas de las que no se libraba hasta el mes diciembre, época de la Saturnalia.
Saturno solía ser representado como un anciano curvado por el peso de los años, sujetando una guadaña para señalar que presidía el tiempo. En muchos monumentos era representado con un velo, seguramente porque el tiempo es indeterminado y está cubierto con un velo impenetrable.